# Causa Galiza
Causa Galiza (en español: Causa Galicia) fue una organización política española de ámbito gallego, de ideología independentista, socialista y feminista.
Nació en 2007 como una plataforma en defensa del derecho de autodeterminación de Galicia. El 16 de marzo de 2014 se convirtió en un partido político.
En las elecciones al Parlamento Europeo de 2014 apoyó la abstención o el voto a Los Pueblos Deciden, candidatura en la que participaba el Bloque Nacionalista Galego (BNG) en coalición con Euskal Herria Bildu y otras fuerzas independentistas de Canarias, Asturias o Aragón. En las elecciones municipales de 2015 hicieron un llamamiento a la abstención.
Se disolvió en el año 2023.

## Operación Jaro e ilegalización (2015-2016)
El 30 de octubre de 2015, la Guardia Civil detuvo — bajo la legislación antiterrorista y en el marco de la llamada "Operación Jaro" — a las 9 personas que, según el instituto armado, constituían el "núcleo dirigente" de Causa Galiza, a la que acusó de ser el "brazo político de Resistência Galega".
El 2 de noviembre, la Audiencia Nacional puso en libertad con cargos ("integración en organización terrorista" y "enaltecimiento del terrorismo") a los detenidos — imponiéndoles la prohibición de salir de España — y decretó la ilegalización de Causa Galiza durante dos años. El día 20, el tribunal citó a declarar como testigos a dos dirigentes del BNG. El 8 de febrero de 2016, el juzgado dictaminó de nuevo la ilegalización, cambiando su duración a un año. El 14 de diciembre, la Audiencia Nacional dejó sin efecto la ilegalización, pero mantuvo las imputaciones. El 13 de enero de 2017, el tribunal levantó la prohibición de salir de España a los investigados.
La Operación Jaro fue rechazada por más de 70 organizaciones, incluyendo a partidos políticos como Anova, el BNG, Podemos, la CUP en Cataluña o Sortu, y a sindicatos como la CIG (Confederación Intersindical Galega). La denuncia llegó al Parlamento Europeo, al Parlament de Catalunya y al Parlamento de Galicia.
El 21 de junio de 2017, la Guardia Civil detuvo a tres presuntos dirigentes de la organización antirrepresiva gallega Ceivar, en el marco de la Operación Jaro II, acusadas de "enaltecimiento del terrorismo".
En 2019 la Audiencia Nacional retiró la acusación de pertenencia a banda armada a los miembros de Causa Galiza investigados por la operación Jaro, si bien mantuvo la de enaltecimiento del terrorismo. Causa Galiza acudió al día nacional de Galicia como una organización política legal.